# Denys de La Patellière
Denys Dubois de La Patellière (Nantes, 8 marzo 1921 – Dinard, 21 luglio 2013) è stato un regista e sceneggiatore francese.

## Biografia
Attivo soprattutto negli anni cinquanta e sessanta, ha più volte diretto, tra gli altri, Jean Gabin, Lino Ventura, Charles Aznavour, Vittorio De Sica, Louis de Funès.
Il figlio, Alexandre, è anch'egli regista e sceneggiatore.

## Filmografia
- Les Aristocrates (1955)
- Le Salaire du péché (1956)
- Les Œufs de l'autruche (1957)
- Delitto sulla Costa Azzurra (Retour de manivelle) (1957)
- Thérèse Étienne (1958)
- Le grandi famiglie (Les Grandes Familles) (1958)
- Mio figlio (Rue des prairies) (1959)
- Les Yeux de l'amour (1960)
- Un taxi per Tobruk (1961)
- Letto, fortuna e femmine (Le Bateau d'Émile) (1961)
- Pourquoi Paris? (1962)
- Esame di guida (Tempo di Roma) (1963)
- Le meravigliose avventure di Marco Polo (Lo scacchiere di Dio) (La Fabuleuse Aventure de Marco Polo) (1964)
- Matrimonio alla francese (Le Tonnerre de Dieu) (1964)
- Rififi internazionale (Du rififi à Paname) (1965)
- L'angelica avventuriera - Sole nero (Soleil noir) (1966)
- Le Voyage du père (1966)
- Caroline chérie (1968)
- Nemici... per la pelle (Le Tatoué) (1968)
- Il commissario Le Guen e il caso Gassot (Le tueur) (1972)
- Prêtres interdits (1973)